# 大いなる驀進
『大いなる驀進』（おおいなるばくしん）は、1960年11月8日に公開された日本映画。カラー、シネマスコープ（2.35:1）。製作・配給：東映（撮影：東映東京撮影所）。監督：関川秀雄、脚本：新藤兼人。出演：中村賀津雄、三國連太郎、佐久間良子ほか。
劇場公開時の同時上映作品は『ぽんこつ』（主演：江原真二郎）。
2015年7月12日から14日にかけて、ラピュタ阿佐ヶ谷で特集上映「OIZUMI 東映現代劇の潮流」の一作として再公開された。

## 概要
日本の鉄道開通88周年を記念し、日本国有鉄道（国鉄）の全面的協力のもとで作られた。当時国鉄が運行していた夜行特急「さくら」が東京駅を出発して長崎駅に到着するまでのさまざまな出来事がグランド・ホテル形式で描かれる。
蒸気機関車などの当時の鉄道車両のほか、地上駅時代の博多駅の様子が映し出されているなど、当時の鉄道施設を捉えた資料的映像となっている。
なお、監督を務めた関川秀雄の実兄は、国鉄で新幹線開発に携わり、のち運転局長や北海道総局長などの要職を務めた関川行雄である。

## ストーリー
東京車掌区に所属する列車給仕（ボーイ）の矢島は、鉄道員の仕事にやりがいを見出せず、東京発長崎行き「さくら5号」の乗務を最後に退職しようとしていた。婚約者の君枝は、矢島の退職を食い止めようと説得するため、ひそかに東京駅から「さくら」に乗り込む。矢島は自由席に座る君枝の姿を見て驚き、降りるよう告げるが、君枝は「あなたの気が変わるまで乗り通す」と言い張る。矢島にかねて好意を持っていた食堂ガールの芳子は、矢島に婚約者がいることを知ってショックを受け、冷たい態度をとり始める。また矢島は、鉄道員の間で有名なスリ、通称「カメレオンの松」が乗り込んでいるのを発見し、犯行を警戒する。
乗客の時定が矢島をデッキに呼び出し、「列車に乗り込んだ顔見知りの男は逃走中の殺人犯だ」と告げる。鉄道公安職員に緊急連絡がとられ、男は静岡駅で逮捕される。取り調べで男は「自分は殺し屋で、犯行後に依頼者に裏切られ、報復しようとしていた」と供述する。時定こそがその依頼者で、報酬の支払いを踏み倒して高飛びしようとしていた。その後、大阪駅で時定を狙う第2の殺し屋・サブが乗り込む。
一等寝台の乗客・坂ノ上が「金時計が盗まれた」と騒ぎ始める。また、同じく一等寝台の乗客・吉田が大量の睡眠薬を飲んで自殺を図る。岡山駅停車時、通報を受けた医師が飛び乗り、吉田は走行する列車の中で処置を受ける。
さくらは、未明に中国地方に上陸した台風に突っ込む形となる。三原駅を通過した直後、前方で暴風雨による大量の落石が見つかり、緊急停車する。最寄りの線路脇に設置された緊急連絡用の鉄道電話（ジャックボックス）も破壊されており、緊急停車や、線路閉鎖および保線出動依頼の連絡を、閉塞区間の担当本部である三原駅に伝えられない事態となる。そこは単線区間で、連絡が遅れれば上り列車と正面衝突する危険性があった。数人の車掌が、上り列車に事態を直接伝えるため、列車が走行中の区間へ急ぎ、発炎筒を振って進行を食い止める。一方、矢島は初めての緊急事態で何をすればいいのかわからなくなって立ち尽くす。専務車掌の松崎は彼を怒鳴りつけ、駅への早急な連絡のためひとつ離れたジャックボックスへ走るよう命じるが、矢島は乗客対応を言い訳にそれを渋る。しかし多くの乗客がさまざまな事情でそれぞれの行き先への到着を急いでいることを知ると、矢島は列車を飛び出す。矢島は切土ののり面を駆け上がって近道をし、電話連絡を果たす。これらの対応により、正面衝突は防がれる。
松崎、矢島、芳子ら乗務員は、みずから保線職員とともに泥まみれになって落石除去作業を手伝う。その姿を見た君枝ら、一部の乗客も列車を出て作業を手伝う。芳子は作業を通じて君枝の人柄を認め、恋をあきらめる。障害物はすべて除かれ、さくらは38分遅れで運転を再開する。その間、吉田が意識を回復する。吉田は福岡の元炭鉱主で、閉山のために将来を絶望していた。彼は医師に「鉄道員の姿を見ているうちに生きる意欲が湧いた」と語る。
サブの姿を認めた時定は下関駅で途中下車するが、追ってきたサブに腹を刺される。時定は隠し持った拳銃で応戦しようとするが、事件のにおいを感じていたカメレオンの松が銃弾をあらかじめスリ取っていたことや、吉田を処置した医師が降車して対応にあたったことで、人命が失われる事態を免れる。松崎はサブを羽交い締めにした際に手に怪我を負い、矢島が手当てをする。松崎は矢島の態度が大きく変化したことを感じる。矢島は乗務を通じて乗客の命を守る責任が芽生え、退職を取りやめたことを君枝に告げる。その後、カメレオンの松は、懸命に働いた乗務員らに義理を立てるため、盗んだ坂ノ上の時計を「落とし物を拾った」と称して松崎に手渡す。
さくらは30分遅れで長崎駅に到着する。カメレオンの松はプラットホーム上でふたたび坂ノ上の時計をスリ取る。矢島は松崎に仲人を頼む。君枝は矢島の乗務が終わるのをプラットホームで待ち続ける。

## キャスト
順は本作タイトルバックに、役名の一部およびクレジットのない出演者は各データベースサイト（#外部リンク参照）に基づく。
クレジット構成は、賀津雄・佐久間が横並びでトップ表示され、三國がトメとなっている。
- 矢島敏夫 - 中村賀津雄
- 望月君枝 - 佐久間良子
- 松本芳子 - 中原ひとみ
- 森原数子（乗客・抗血清を運ぶ看護婦） - 久保菜穂子
- 駆け落ちの女（乗客） - 小宮光江
- サブ - 曽根晴美
- 坂ノ上の秘書 - 大村文武
- 時定 - 波島進
- カメレオンの松 - 花沢徳衛
- 吉田（炭坑主） - 小川虎之助
- 坂ノ上（政党幹部） - 上田吉二郎
- 医者 - 小沢栄太郎
- 七郎（乗客・第1の殺し屋） - 直木明
- 駆け落ちの男（乗客） - 北川恵一
- 機関士A - 北峰有二
- 列車給仕 - 佐藤利夫
- 南川直
- 公安官B - 菅沼正
- 運転車掌 - 岡野耕作
- 石島房太郎
- 岡山駅長 - 明石潮
- 駆け落ちの男の兄 - 佐原廣二
- 立花（列車給仕） - 友野博司
- 新郎（乗客） - 木川哲也
- 大阪医大の事務局員 - 滝沢昭
- 保線係 - 打越正八
- 当直助役 - 沢彰謙
- 途中の駅長 - 大野広高
- 石川（列車給仕） - 森弦太郎
- コック - 山村修
- 政党大阪支部員 - 志摩栄
- 食堂ガールA - 古賀京子
- 年子の姉 - 牧野内とみ子
- 食堂ガールB - 岡田悦子
- 新井茂子
- 加藤鞆子
- 新婦（乗客） - 片岡昭子
- 機関士B - 北山達也
- マネージャー - 小塚十紀雄
- 公安官A - 八名信夫
- 機関助手 - 轟謙二
- クレジットなし[5]
  - 山本年子（乗客・母の見舞いのため帰郷する少女） - 大原幸子
  - 太った男（乗客） - 曽根秀介
  - 峰岡（列車給仕） - 岩城力
  - 長崎医大の事務局員 - 片山滉
  - 新婚旅行のカップルをホームで見送る若者-石橋蓮司
- 松崎義人 - 三國連太郎

## スタッフ
- 監督：関川秀雄
- 製作：大川博
- 企画：坪井與、岡田寿之、加茂秀男
- 脚本：新藤兼人
- 撮影：仲沢半次郎
- 録音：大谷政信
- 照明：銀屋謙蔵
- 美術：森幹男
- 音楽：齋藤一郎
- 編集：長沢嘉樹
- 助監督：山田稔
- 進行主任：登石雋一
- 協力：日本国有鉄道

## 製作

### 撮影
実際に使用されていた車両（後述）を夜行特急「さくら」に仕立てた形でロケーション撮影が行われている。
元日本食堂勤務の宇都宮照信が先輩社員から伝え聞いた話によると、準ヒロイン役の中原ひとみが撮影のため「さくら」の食堂車に乗っていた際、乗り合わせた日本食堂の営業部長が、テーブル係の衣装を着た中原を本物の社員と間違えて「誰だ、あの派手な化粧をしているヤツは? ウチにあんな派手な化粧をする娘がいるのか!」と怒鳴ったことがあったという（当時の日本食堂では女性の食堂車乗務員に「口紅は濃く、その他は薄化粧に」するよう定めていた）。

### 登場車両
- 20系客車
「さくら」に使われていた寝台車と食堂車を使ったロケ列車を仕立てて撮影を行った[4]。
- EF58形電気機関車[4]
- C62形蒸気機関車
製作・上映当時は非電化区間の残っていた山陽本線の場面で登場。作中には実際に山陽本線で運用されていた1号機、35号機のほか、尾久機関区所属の19号機や平機関区所属の47号機などが映っている[4]。
- EF10形電気機関車
下関-門司間で牽引した[4]。
- C59形蒸気機関車、C61形蒸気機関車
いずれも製作・上映当時ほとんどの区間が非電化だった九州内の場面で登場[4]。なお、実際には九州内のうち、門司-博多ではC59形蒸気機関車が、博多-長崎ではC60形蒸気機関車が、それぞれ「さくら」を牽引していたが、ごく短期間、鹿児島機関区所属のC61形蒸気機関車が長崎本線でも使用されており、映画はその期間に撮影された。

### 興行
東映は鉄道省出身の大川博社長との関係もあって、国鉄労働組合（国労）の家族を中心に動員を確保した。本作は1970年代以降の創価学会系の組織的観客動員映画などにみられる団体動員映画の先駆けとされる。

## 影響
本作および同年に公開された『大いなる旅路』以降、東映は国鉄とのタイアップ映画として1960年代後半に渥美清主演・瀬川昌治監督『喜劇急行列車』などの「列車シリーズ」を製作した。やがて瀬川ごと企画が松竹に引っ越し、フランキー堺主演の「旅行シリーズ」になった。

## ビデオグラム・放送・VOD配信
- 公開以来長らくビデオグラム化されていなかったが、東映ビデオから2012年11月21日にDVDが発売された。
- 東映チャンネルで2007年10月、2009年4月12日に放送された。
- YouTubeチャンネル「東映シアターオンライン」で2023年10月14日から同年同月31日まで配信された。